# La Torreta (Guàrdia de Noguera)
La Torreta és un paratge del municipi de Castell de Mur, al Pallars Jussà, a l'antic terme de Guàrdia de Tremp, en terres de la vila de Guàrdia de Noguera.
Està situada al sud de la vila, al nord de los Prats. A la Torreta hi ha el Camp de tir municipal de Guàrdia de Noguera. El Camí de les Plantes passa pel costat de ponent de la Torreta.